# Triticum urartu
Triticum urartu är en gräsart som beskrevs av Thumanjan och P.A. Gandilyan. Triticum urartu ingår i släktet veten, och familjen gräs. Inga underarter finns listade i Catalogue of Life.